# 高拉布

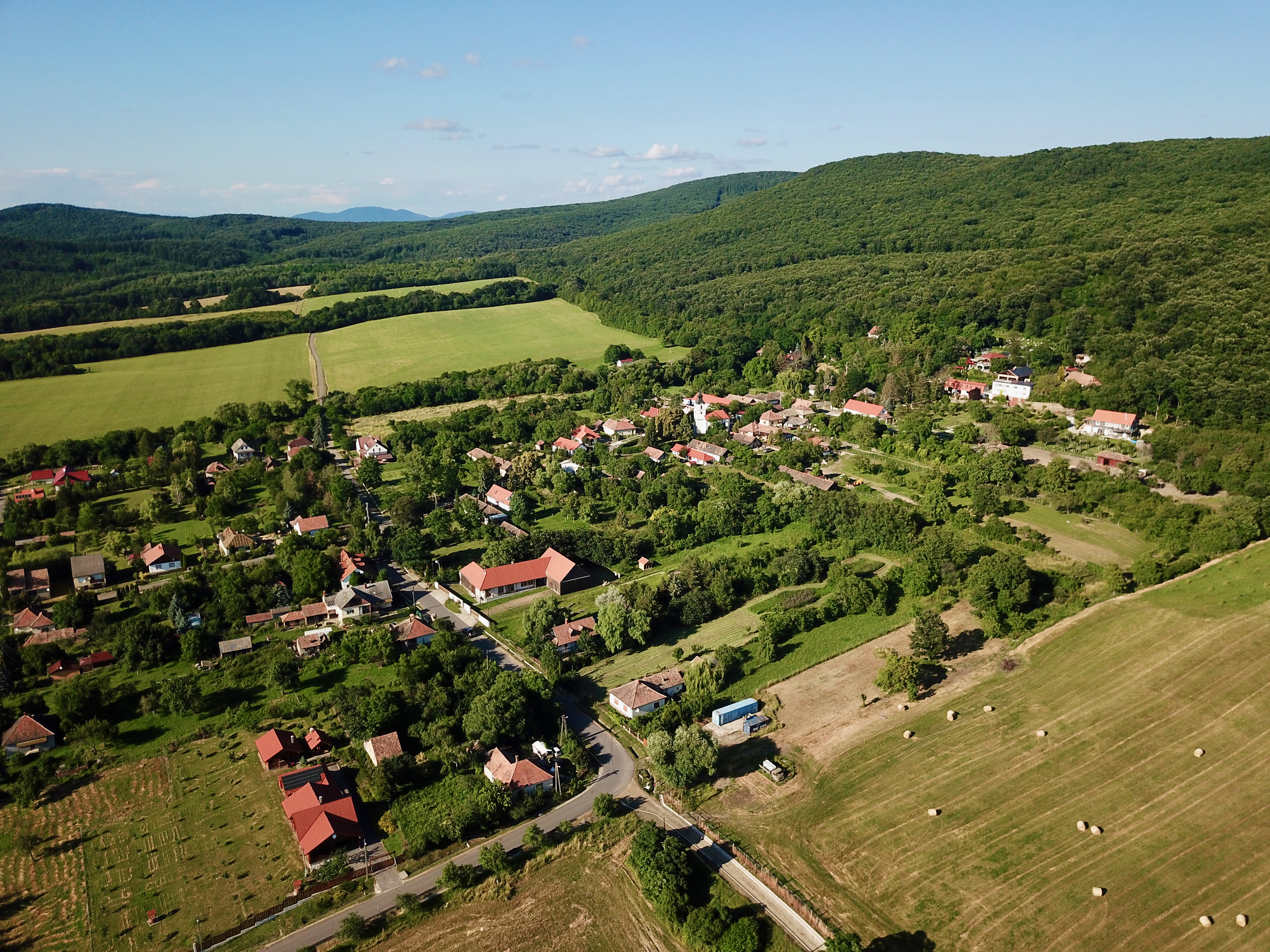

高拉布，是匈牙利诺格拉德州所辖的一个村。总面积8.20平方公里，总人口61，人口密度7.4人/平方公里（2011年1月1日）。